# Luděk Beneš
Luděk Beneš (7 de septiembre de 1937-9 de agosto de 2016) fue un deportista checoslovaco que compitió en piragüismo en la modalidad de eslalon. Ganó seis medallas en el Campeonato Mundial de Piragüismo en Eslalon entre los años 1955 y 1965.

## Palmarés internacional
| Campeonato Mundial | Campeonato Mundial | Campeonato Mundial | Campeonato Mundial |
| Año                | Lugar              | Medalla            | Competición        |
| ------------------ | ------------------ | ------------------ | ------------------ |
| 1955               | Tacen (Yugoslavia) | Medalla de oro     | C1 por equipos     |
| 1955               | Tacen (Yugoslavia) | Medalla de plata   | C1 individual      |
| 1957               | Augsburgo (RFA)    | Medalla de bronce  | C1 por equipos     |
| 1959               | Ginebra (Suiza)    | Medalla de oro     | C1 por equipos     |
| 1965               | Spittal (Austria)  | Medalla de oro     | C1 por equipos     |
| 1965               | Spittal (Austria)  | Medalla de plata   | C1 individual      |